# Schloss Bílina

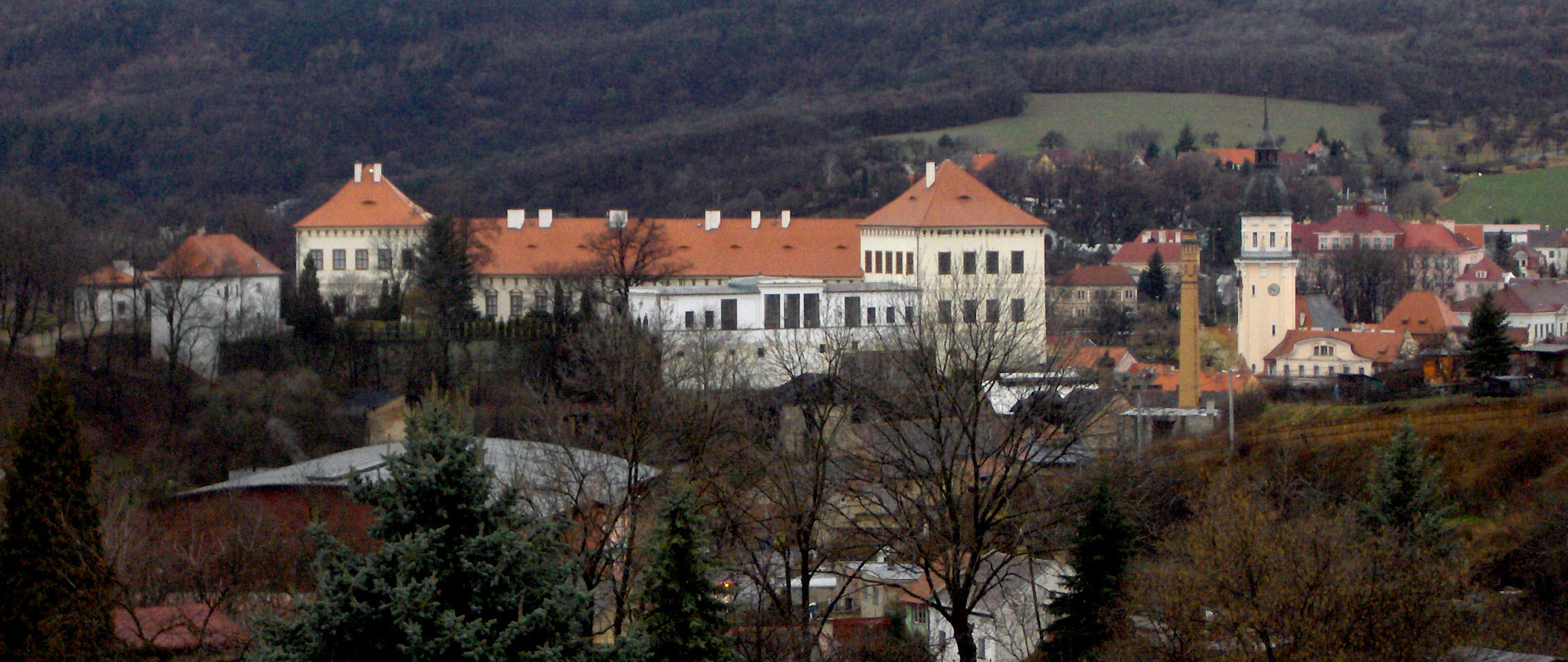
Schloss Bílina

Das Schloss Bílina (Schloss Bilin) ist ein Barockschloss in der Stadt Bílina im Ústecký kraj, Tschechien.
Ursprünglich war in Bílina seit dem 10. Jahrhundert das frühmittelalterliche Verwaltungszentrum der Region. Im 13. Jahrhundert wurde nahe der ursprünglichen Wallburg auf der Stelle des heutigen Schlosses eine hochmittelalterliche Burg errichtet. 1502 kaufte Děpold von Lobkowicz die Burg.
Wenzel Ferdinand von Lobkowicz baute in den Jahren 1675 bis 1682 die Anlage nach Entwürfen von Giovanni Pietro Tencalla und Antonio della Porta zum repräsentativen barocken Schloss um. Weitere Umbauten fanden im 19. Jahrhundert statt.
Den Lobkowicz gehörte das Schloss bis 1945, danach wurde es konfisziert und nach 1989 wieder zurückgegeben.